# Gonçalo Pereira de Lacerda
 Gonçalo Pereira de Lacerda   “O Roxo” foi um nobre e militar português do século XVI.

## Relações Familiares
Foi filho de João Rodrigues Pereira e de D. Leonor de Tovar.
Foi casado com D. Maria Sarmento de quem teve uma filha:
1. Isabel Pereira Sarmento casada com João Garcia Pereira.